# 大塚真一郎
大塚真一郎，日本插畫家，熊本縣出生。
代表作為《召喚夜想曲 鑄劍物語》系列的人物設計，偶爾也擔任輕小說的插圖設計，而輕小說的插圖設計以「GASHIN」代名。

## 主要作品

### 小說插畫&封面
- ダーク．バイオレッツ（DARK VIOLETS，原作：三上延、出版社：電撃文庫）
- ポストガール（post girl，原作：増子二郎、出版社：電撃文庫）
- 童話槍手小紅帽(第一卷插畫，原作：霧海正悟、出版社：KONAMI NOVELS）
- オンライン!（原作：雨蛙ミドリ、出版社：角川つばさ文庫）
- Re：從零開始的異世界生活（原作：長月達平、出版社：MF文庫J）

### 遊戲插畫、角色設計
- 召喚夜想曲 鑄劍物語（人物設計）
- 解放之刃雷克斯（赫克特）
- CONCEPTION 產子救世錄（人物設計）
- CONCEPTIONII 七星の導きとマズルの悪夢（人物設計）
- 放課後ガールズトライブ（人物設計）
- 滿月之戰 (人物原案)

## 外部連結
- GASHIN'S_HOMEPAGE（日語）
- 大塚真一郎的X（前Twitter）（日語）